# Charana lumawigi
Charana lumawigi är en fjärilsart som beskrevs av Scröder 1976. Charana lumawigi ingår i släktet Charana och familjen juvelvingar. Inga underarter finns listade i Catalogue of Life.